# Kuligi (województwo podlaskie)
Kuligi – wieś w Polsce położona w województwie podlaskim, w powiecie grajewskim, w gminie Rajgród.
| SIMC    | Nazwa  | Rodzaj    |
| ------- | ------ | --------- |
| 0404921 | Matnia | część wsi |

W latach 1975–1998 miejscowość administracyjnie należała do województwa łomżyńskiego.
Na wschód od miejscowości przepływa rzeka Jegrznia.
W sierpniu 1944 wojsko niemieckie i żandarmeria spacyfikowały wieś. W czasie akcji Niemcy zamordowali 10 osób (nazwiska zostały ustalone), resztę mieszkańców wysiedlono bądź wysłano na roboty przymusowe do Niemiec. Wieś została rozebrana i spalona.